# Colloredo-Mansfeldský palác
Colloredo-Mansfeldský palác (či palác Colloredo-Mansfeld) je barokní palácová budova s neorokokovým průčelím. Nachází se v Karlově ulici č. 189/2, na Starém Městě, Praha 1. Je chráněn jako kulturní památka.

## Dějiny
V místě dnešního paláce stával nejprve románský, později gotický dům. Na počátku 17. století byla budova přestavěna ve stylu pozdní renesance. Právě zde se v noci z 8. na 9. listopadu 1620 také konalo poslední zasedání královské rady zimního krále Fridricha Falckého po porážce vojska českých stavů v bitvě na Bílé hoře. Dům tehdy patřil Jáchymu Ondřeji Šlikovi, jenž byl za svou účast na stavovském povstání roku 1621 popraven na Staroměstském náměstí.
Vrcholně barokní přestavbu paláce inicioval na počátku 18. století hrabě Breda. Autorem projektu je zřejmě Giovanni Battista Alliprandi, nicméně přestavbu dokončil podle projektu Františka Ignáce Prée hrabě Jindřich Pavel z Mansfeldu (1712–1780), který palác koupil roku 1735.
V roce 1842 byl k paláci připojen sousední dům, čímž vznikl nový průjezd. V roce 1848 palác získala jako věno princezna Vilemína Josefína z Colloredo-Mannsfeldu, která nechala upravit průčelí ve stylu druhého rokoka. Úpravy se týkaly též interiérů paláce a byly provedeny podle vídeňských předloh (1853). Vilemína Josefína byla provdána za knížete Vincence Karla z Auerspergu, který vlastnil i zámek Slatiňany, kde se dochovaly téměř identické interiéry (jídelna a Růžový salon). Za prusko-rakouské války v roce 1866 v paláci dočasně sídlilo pruské velitelství.
Další přestavba z roku 1900 představovala výraznou změnu interiérů západního křídla paláce. Palác zůstal v majetku Auerspergů do roku 1942, kdy zemřel bezdětný poslední člen z mladší linie Ferdinand kníže z Auerspergu (1887–1942). Rodový majetek včetně zámků Žleby a Slatiňany přešel na jeho starší sestru Marii Vilemínu, provdanou za Karla z Trauttmansdorffu, který vlastnil panství i palác do roku 1945, kdy mu byl majetek vyvlastněn. Po roce 1945 byl palác využíván československou lóží svobodných zednářů.
Palác v současnosti vlastní město Praha. Je spravován Galerií hlavního města Prahy, která plánuje jeho rekonstrukci a využití pro kulturní účely. Palác je částečně přístupný veřejnosti.

## Architektura
Čtyřkřídlý palác tvoří svými křídly obdélný dvůr. Románský původ domu prokazuje dochovaný prostor sklepení s původní klenbou. Pozůstatky vrcholně barokní klenby mají některé místnosti v přízemí. Hlavní průčelí paláce směrem do Karlovy ulice je dvoupatrové. Vrcholně barokní edikulový portál zdobený vázami, putti a erbem Colloredo-Mansfeldů je patrně dílem Antonína Brauna.
V zadní části nádvoří je kašna s pískovcovou sochou Neptuna z doby kolem roku 1735. Ve velkém oválném slavnostním sále v prvním patře paláce je nástropní freska znázorňující shromáždění olympských bohů. Jejími autory jsou freskař Pietro Scotti a kvadraturista (malíř architektury) Giovanni Battista Zaist.

## Zajímavosti

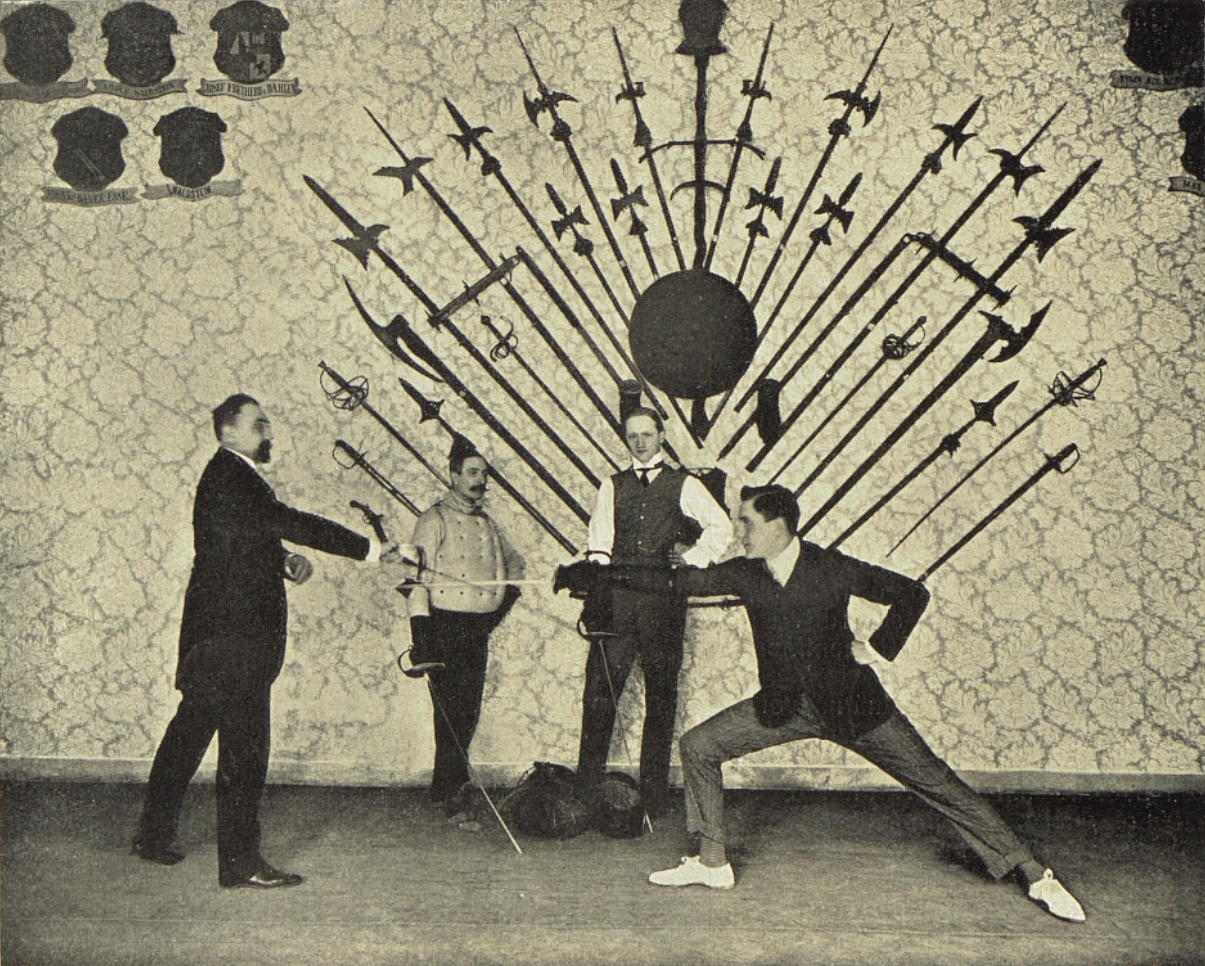
V nejvyšším patře – rok 1905

V nejvyšším patře Colloredo-Mansfeldského paláce byla Královská česká zemská stavovská šermírna, která byla zrušena v roce 1914 po smrti Gustava Hergsella ml., posledního zemského mistra šermu. První Český šermířský klub byl založen žáky této školy a působil rovněž zde, v prostorách nejvyššího patra tohoto paláce. Po skončení 1. světové války obnovil klub svoji činnost na jiném místě Karlovy ulice, v Pöttingovském paláci.

## Galerie

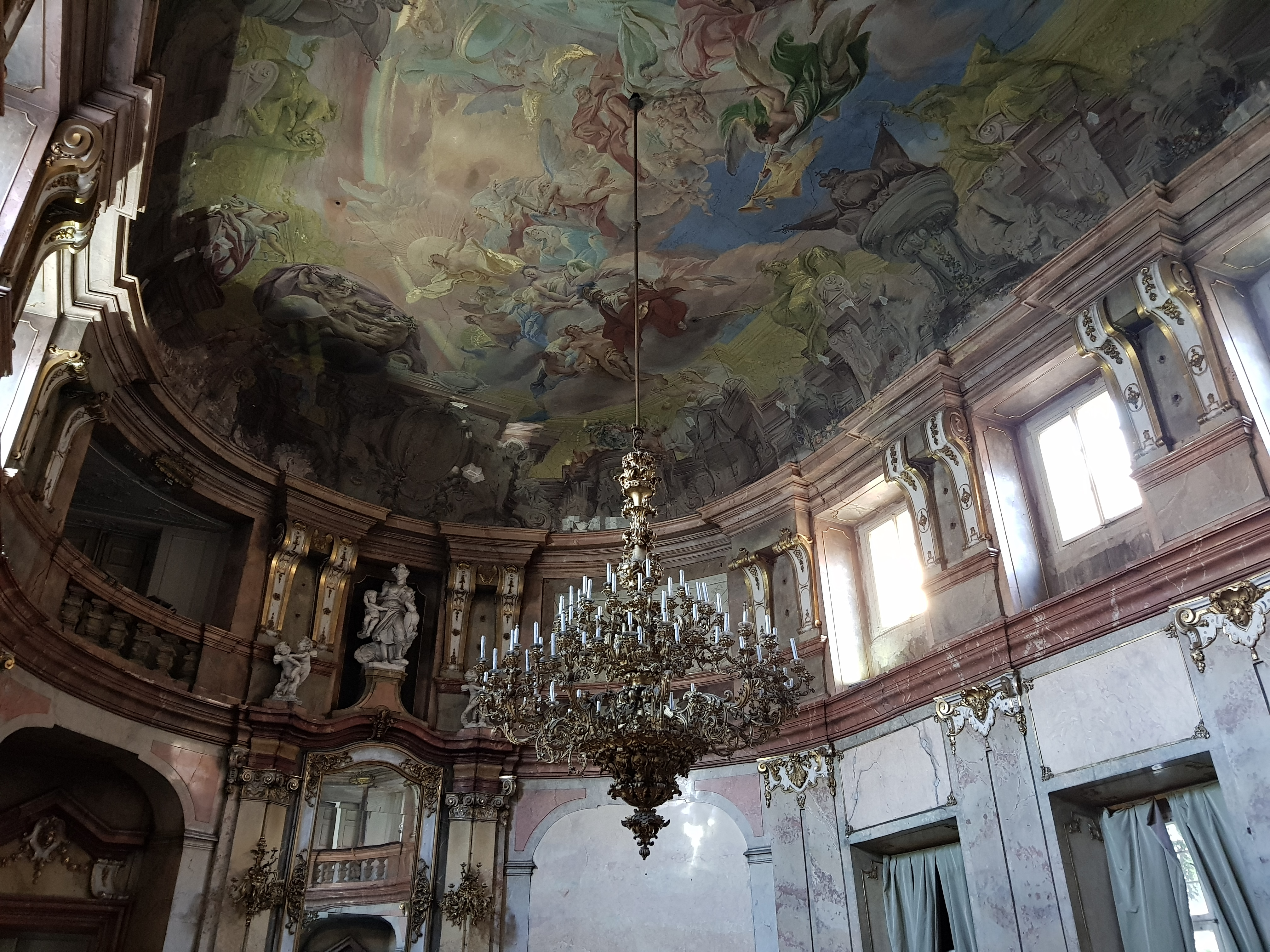
Nástropní fresky
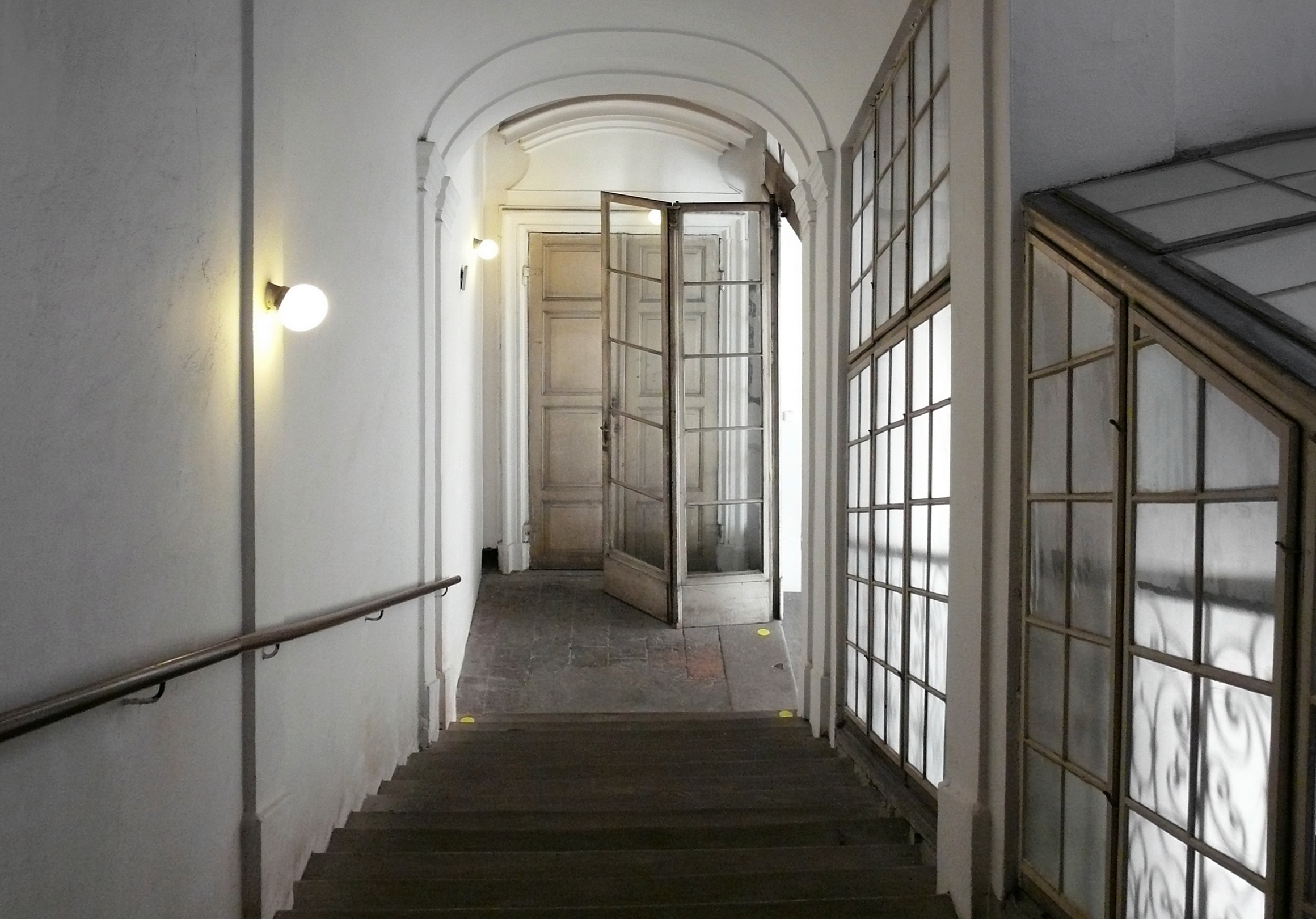
Schodiště paláce
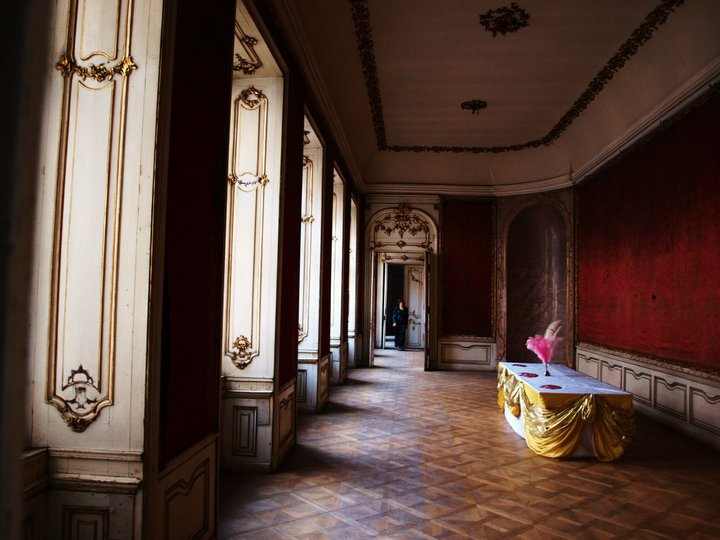
Interiér paláce
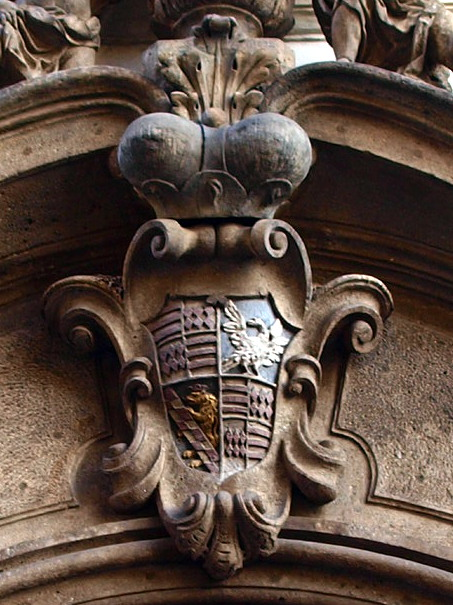
Erb Colloredo-Mansfeldů zdobí průjezd do dvora paláce
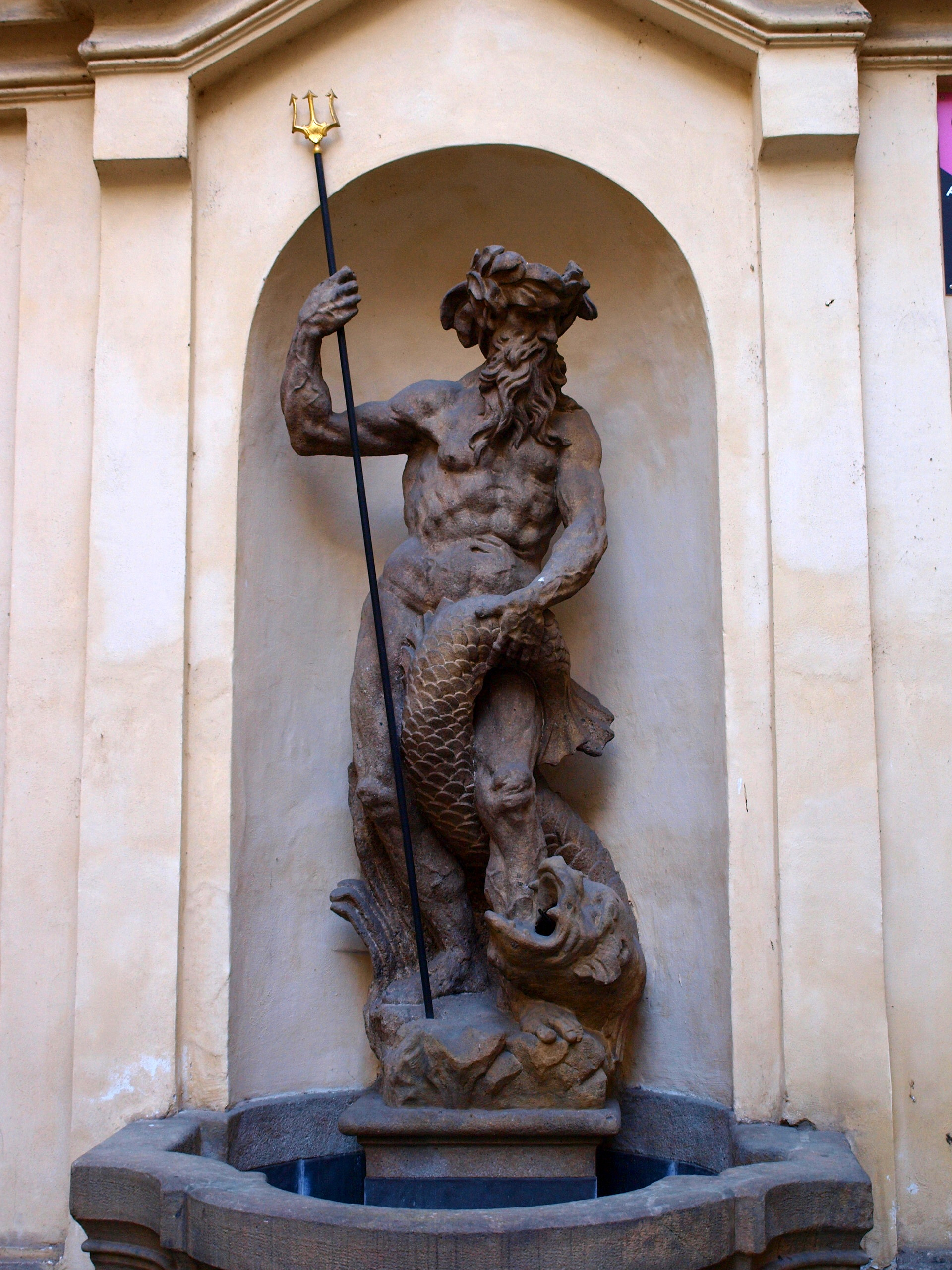
Socha Neptuna na nádvoří paláce
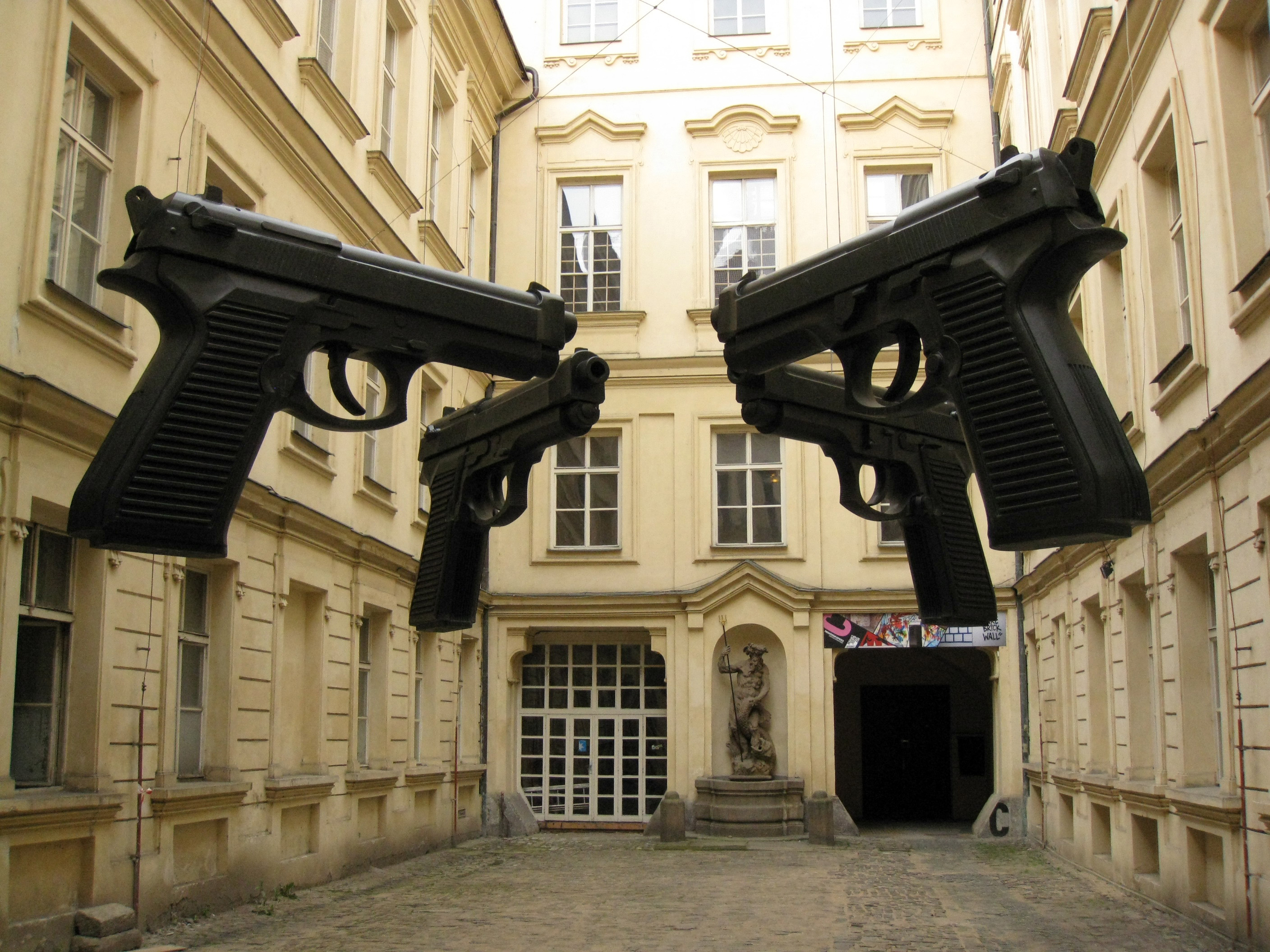
Expozice na nádvoří paláce